# Grindletonianos
Los grindletonianos, o grindletonistas (Grindletonians en inglés) fueron una secta religiosa que surgió en Inglaterra a principios del siglo XVII. Fueron uno de los grupos disidentes ingleses que florecieron en ese siglo. Su nombre deriva del pueblo de Grindleton, en Lancashire. Una de sus figuras más importantes fue la de Roger Brearley, coadjutor en la localidad desde 1615 a 1622. Sus creencias se basaban en el antinomismo, la preponderancia del espíritu frente a la Biblia,  el desprecio hacia la ordenación de los sacerdotes, y la posibilidad de alcanzar el cielo en la vida terrenal. Tuvieron una estrecha relación con los familistas, y posiblemente influyeron a George Fox, la personalidad más influyente en los inicios del movimiento cuáquero.